# Week-end (chanson de Lorie)
Pour les articles homonymes, voir Week-end (homonymie).
Singles de Lorie
Sur un air latino
(2003) La Positive attitude
(2004)
Week-end est une chanson de la chanteuse française Lorie issue du troisième album studio, intitulé Attitudes. Le titre est sorti en tant que premier single de l'album le 15 décembre 2003. Ce single s'est vendu à plus de 250 000 exemplaires et s'est vu ainsi certifié disque d'or en 2004.

## Genèse
La chanson a été écrite par Johnny Williams, Pierre Billon et Lorie elle-même. Le clip vidéo a été tourné à Tignes dans les Alpes, réalisé par Vincent Egret et produit par Outsider Music.
Le titre est disponible initialement sur l'album Attitudes, mais aussi sur son Best of sorti en 2005, sur le CD et le DVD du Week End Tour datant de 2004 et enfin sur le Live Tour 2006. Sur l'édition limitée du Single se trouve le titre Con sabor latino, adaptation Espagnole de Sur un air latino. La version CD single grand format 33 tour contient un poster calendrier. L'édition limitée existe aussi en version Pock It, dans un boitier cristal.

## Liste des pistes
- CD single

1. Week-end – 4:02
2. Week-end (Instrumental) – 4:02

- CD single grand format 33 tour édition limitée + version Pock it

1. Week-end – 4:02
2. Con sabor latino – 3:41
3. Week-end (Instrumental) – 4:02

+ sur le CD single grand format 33 tour un poster calendrier était inclus.
- CD single promo

1. Week-end – 4:02
2. Week-end (Instrumental) – 4:02

## Classements et certifications
| Pays          | Meilleure position | Semaines dans le classement |
| ------------- | ------------------ | --------------------------- |
| France        | 2                  | 22                          |
| Belgique (Fr) | 6                  | 18                          |
| Suisse        | 8                  | 14                          |
| Europe        | 5                  | —                           |

| Classement (2003) | Position |
| ----------------- | -------- |
| France            | 64       |
| Classement (2004) | Position |
| France            | 32       |
| Belgique          | 40       |
| Suisse            | 75       |

### Certifications
| Pays   | Certification | Date       | Ventes certifiées | Ventes réelles |
| ------ | ------------- | ---------- | ----------------- | -------------- |
| France | Or            | 6 mai 2004 | 250 000           | 250 000+       |